# Iglesia de Nakipari
La iglesia de San Jorge de Nakipari (en georgiano: ნაკიფარის წმინდა გიორგის სახელობის ეკლესია), conocida localmente como Jgrag (ჯგრაგ), es una iglesia medieval ubicada en el municipio de Mestia en la región de Samegrelo-Zemo Svaneti, Georgia. El área es parte de la región histórica y cultural de las tierras altas de Alta Svanetia. La designación Jgrag deriva del nombre de San Jorge en el idioma local svano. Es una iglesia de salón, adornada con frescos pintados por Tevdore en 1130. Está inscrita en la lista de  Monumentos culturales inamovibles de importancia nacional de Georgia.
La iglesia se alza sobre una colina, rodeada por el cementerio de la aldea de Nakipari, parte de la unidad territorial de Ipari, municipio de Mestia, a unos 1700 metros sobre el nivel del mar. La iglesia de Nakipari y el cementerio están envueltos por un muro de piedra ahora medio arruinado. Se desconoce la fecha exacta en que se construyó; está datada estilísticamente en el siglo X o XI.

## Diseño
La iglesia está construida con bloques de piedra caliza. Es una iglesia de salón, en planta rectangular, con un ábside semicircular inscrito en el este. Se basa en un zócalo de un solo paso. Sus paredes terminan con simples cornisas perfiladas hechas de pequeñas losas de piedra labrada. La nave está cubierta con un alto techo a dos aguas; una estoa unida a las fachadas sur y oeste está cubierta con techos inclinados. La iglesia se alarga a través del eje este-oeste. Tiene dos puertas, en el oeste y sur. La fachada este es un rasgo característico de la iglesia. Está adornada con una arcada tripartita decorativa enmarcada por enormes pilastras que se proyectan, frescos y esculturas zoomorfas en relieve. Las paredes exteriores con frescos de Nakipari se encuentran entre las primeras de Svaneti y las esculturas de sus fachadas son inusuales para la arquitectura de la región.

## Frescos

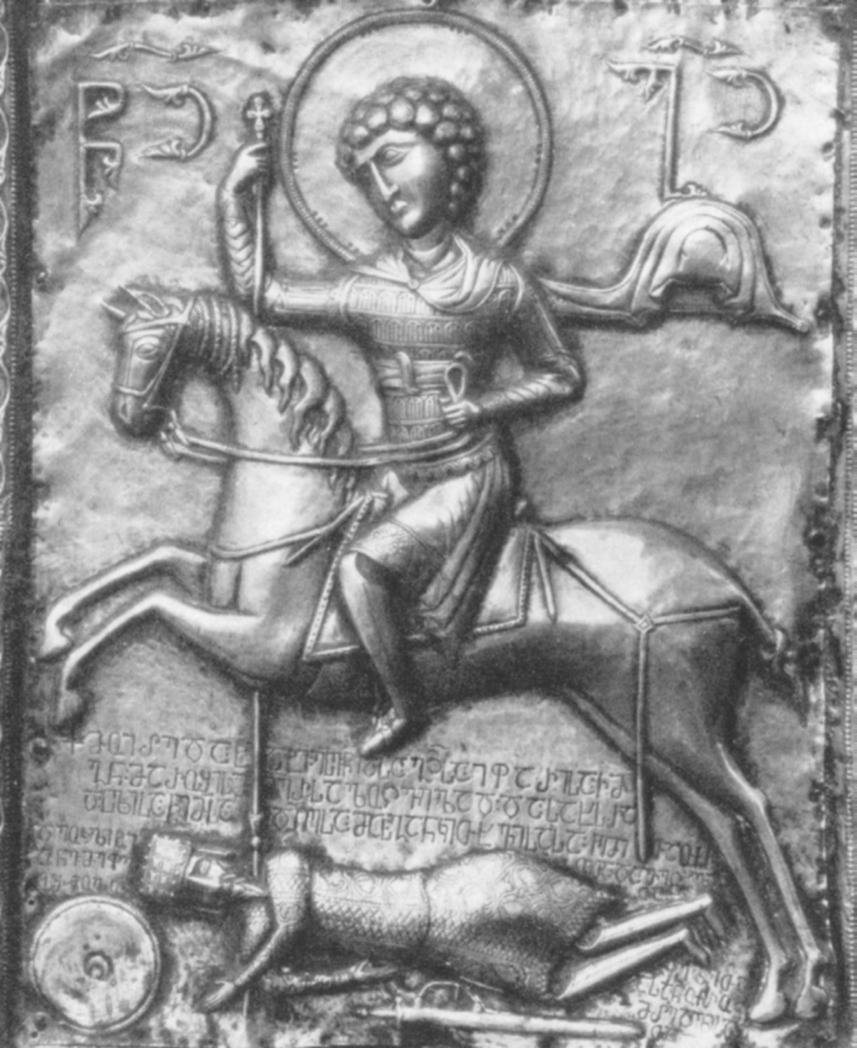
Ícono de San Jorge de Ipari

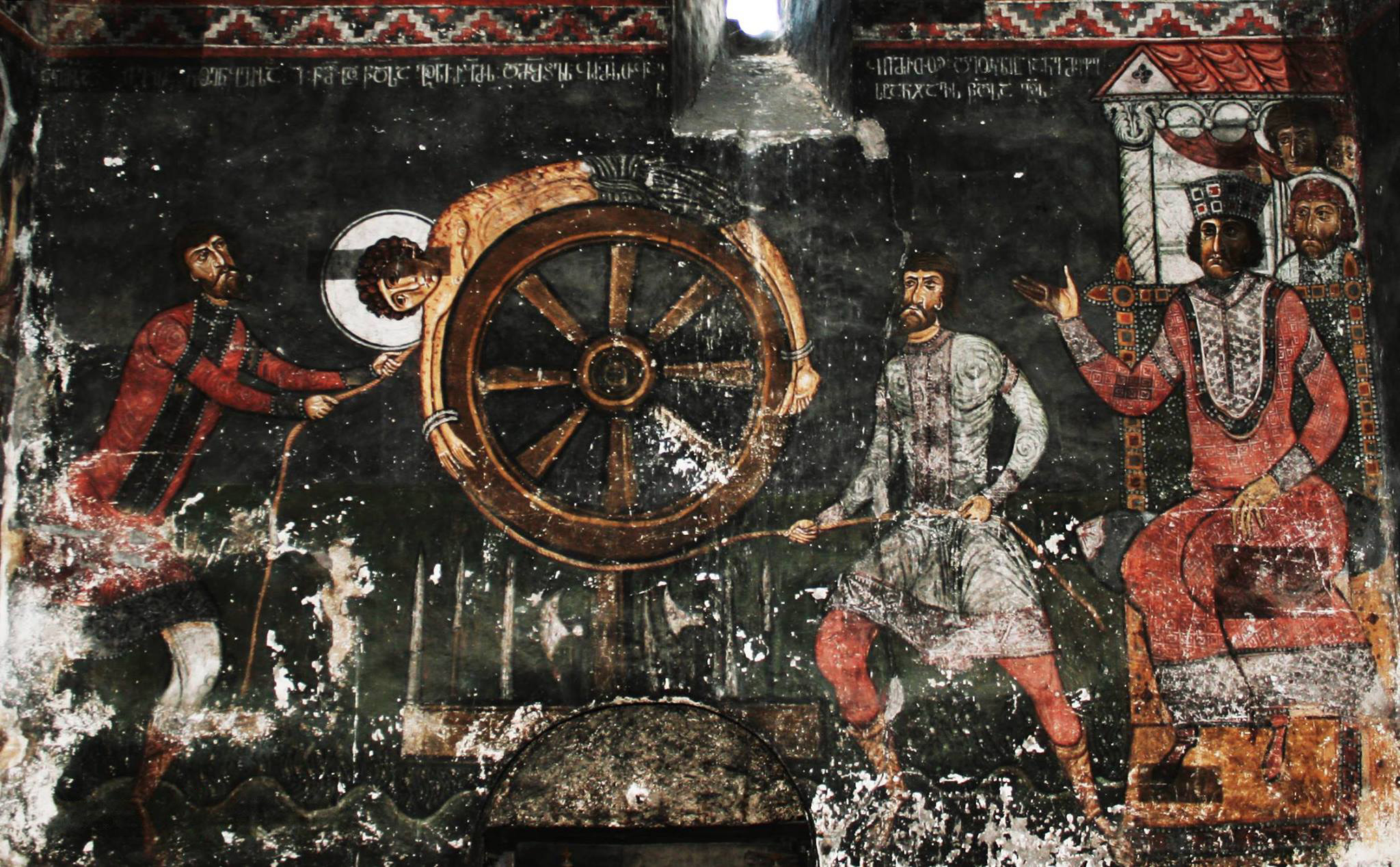
Martirio de San Jorge. Un fresco de Nakipari.

El interior está ampliamente decorado con frescos, con inscripciones explicativas que los acompañan. Según una inscripción georgiana asomtavruli en una cornisa del iconostasio, las pinturas fueron encargadas por la nobleza local (aznauri) a Tevdore, "un pintor real", en 1130. Nakipari es la última iglesia incuestionablemente pintada, después de Iprari y Lagurka, por Tevdore; Los murales en Tsvirmi se le atribuyen condicionalmente por consideraciones estilísticas.
El programa iconográfico está dominado por representaciones del santo titular de la iglesia, Jorge. El ábside del santuario contiene un conjunto de frescos en dos registros. La caracola lleva tradicionalmente la Déesis con el Cristo sentado flanqueado por María y Juan el Bautista, con los ángeles al fondo. El registro inferior contiene los Apóstoles y los Padres de la Iglesia.
El registro superior en la pared norte está adornado con el Descenso al Infierno y el Bautismo, mientras que el registro inferior contiene dos santos guerreros uno frente al otro: Jorge transfigurando a Diocleciano postrado y Teodoro lanzando una serpiente. En la pared sur, las dos escenas superiores representan el Pentecostés y la Crucifixión y el registro inferior está ocupado por tres escenas del martirio de Jorge.
La iglesia conserva un ícono de plata repujado del siglo XI de San Jorge de Ipari, que muestra al santo ecuestre asesinando a Diocleciano. Según una inscripción adjunta, fue comisionado por un tal Marushan a un orfebre llamado Asan.